# Hana Jana Hlaváčková
Hana Jana Hlaváčková, roz. Urbanová (* 11. října 1940, Praha) je česká historička umění, zaměřená na středověké knižní a deskové malířství, byzantské umění a ikonografii, vysokoškolská pedagožka.

## Život
Matka Hany Hlaváčkové byla dcerou Juraje Slávika (1890–1969), někdejšího ministra vnitra v československé vládě v letech 1929–1932 a silného odpůrce komunismu, její otec byl kardiolog.
Roku 1958 maturovala na Střední průmyslové škole chemické v Praze a pak pracovala dva roky jako laborantka a ucházela se o přijetí na obor filozofie na FF UK, později na obor dějiny umění. V letech 1961-1966 vystudovala dějiny umění na Filozofické fakultě Univerzity Karlovy (prof. J. Květ, J. Pešina, J. Neumann, P. Wittlich). Jako studentka dějin umění navštěvovala přednášky Jana Patočky na FF UK a později také jeho bytové semináře. Studia ukončila obhajobou diplomové práce Pojetí prostoru v české malbě 15. století, která byla roku 1971 uznána jako rigorózní (PhDr.). Od roku 2009 pracovala na dizertační práci Iluminované rukopisy doby lucemburské pod vedením prof. Jana Royta.
V letech 1966–1968 byla odbornou pracovnicí Památníku národního písemnictví v Praze a pak do roku 1990 odbornou pracovnicí a kurátorkou sbírky starého umění Národní galerie v Praze. Zde měla možnost spolupracovat s předním znalcem křesťanské ikonografie, františkánem Bonaventurou Boušem (1918–2002), nebo s Josefem Myslivcem (1907–1971), v tehdejší době patrně jediným domácím odborníkem na východokřesťanskou ikonografii.
Roku 1982 byla na studijním pobytu (Harvard University Center for Renaissance Studies) ve Villa I Tatti ve Florencii. V letech 1990–1993 působila na Středoevropské univerzitě v Praze, 1994–1997 vedla semestrální kurzy středověkých studií a konzultace na Středoevropské univerzitě v Budapešti (Central European University). V letech 1994-1996 pobývala v rámci stipendijního programu Getty Fellowship ve Francii a Rakousku, v letech 1997-1998 na studijních pobytech Open Society Fund v Itálii, Rakousku a Německu.
Od roku 1990 do roku 1995 byla vědeckou pracovnicí Ústavu dějin umění AV ČR, v letech 1991–1994 jeho vědeckou tajemnicí, 1994–1995 vedoucí oddělení starého umění v Ústavu dějin umění AV ČR. Od roku 1995 byla odbornou asistentkou Ústavu pro dějiny umění FF UK (po roce 2016 jako externí vyučující). Spolu s Lubomírem Konečným zde vedla Ikonografický seminář (Seminář interpretace). Působila jako členka Národního komitétu byzantologie a redakční rady časopisu Byzantinoslavica (1993–2011). Přednášela na mezinárodních konferencích věnovaných středověkému umění (Berlín, 1993, Kalamazoo, Michigan, USA, 1994, 1997, Leeds, 1999).
Byla členkou redakční rady Bulletinu Národní galerie (1994-1997) a členkou komise pro sbírkotvornou činnost NG (1993-1997), členkou komise KPR pro restaurování Svatovítské mozaiky (1996-2000), od roku 1993 byla také členkou komise SÚPP pro restaurování hradu Karlštejn. Byla členkou vědeckých rad ÚDU AV ČR (1990-1995), Centra teoretických studií při AV ČR a FF UK.
Byla první manželkou historika umění Ludvíka Hlaváčka. Jejich dcera Jitka Hlaváčková (* 1976) je historička umění, zabývající se uměním 2. poloviny 20. století, fotografií a novými médii. Syn Jan Hlaváček (* 1969) vystudoval MATFYZ a vyučuje matematiku na Saginaw Valley State University ve státě Michigan v USA. 

## Dílo
Během práce v Památníku národního písemnictví zpracovala tamní fondy polského malířství a francouzské kresby. Po příchodu do Národní galerie spolupracovala s Josefem Myslivcem na přípravě výstavy ruských ikon v SGVU v Litoměřicích (1972), Bratislavě a Liberci (1974) a jejím opakování roku 1985 v Berlíně. Zcela zásadní byla její studie o Mostecké madoně napsaná spolu s Hanou Seifertovou. Článek, který vyšel roku 1985 v Revue de l´Art a roku 1986 v časopisu Umění, patří po metodologické a obsahové stránce mezi nejobjevnější texty o vztahu středověké vizuality a mentality u nás.
Díky svému teologicko-filozofickému vzdělání a porozumění rozdílnosti západokřesťanské a východní spirituality dokázala metodicky nově uchopit středověký obraz také jako kultický předmět, nikoliv jen jako formálně a stylově zařaditelný artefakt, jež je dílem neznámých středověkých mistrů. Kulturně-historicky orientovaný ikonologický přístup jí umožňuje interpretovat obraz se zřetelem k jeho funkci v duchovním žitém světě, poznatelném jak skrze textové prameny, tak také skrze dobovou liturgickou praxi.
Iluminovanými rukopisy se mohla zabývat až po roce 1989, protože v době normalizace, v souvislosti s politickou perzekucí jejího muže Ludvíka Hlaváčka, jí byl odepřen přístup do archivů. Na Ústavu dějin umění ČSAV navázala na předchozí práci Josefa Krásy a vedle katalogizace a studia iluminovaných rukopisů se zapojila i do projektů zkoumajících nástěnné malby na území Československa. Ústředním tématem její odborné práce jsou iluminované rukopisy české provenience, zvláště z doby přemyslovské a lucemburské.
Její anglicky vydaná studie Panel Paintings in the Cycle of the Life of Christ from Vyšší Brod přesvědčivě dokazuje tezi o pražském původu celéhoVyšebrodského cyklu a je zásadním příspěvkem do dlouholeté diskuse o původním určení a rozmístění jednotlivých desek Vyšebrodského cyklu.
V době normalizace přispěla i do samizdatového sborníku Někdo něco, který vydával její manžel Ludvík Hlaváček. Později se věnovala některým tvůrcům českého moderního umění - Adrieně Šimotové, Václavu Boštíkovi, Václavu Stratilovi a Jitce Svobodové. Publikovala články v časopisech Ateliér, Bulletin UHS, Dějiny a současnost, Lidové Noviny, Umění a řemesla, Umění, Věda a život, Byzantinoslavica.

### Odborné články a publikace (výběr)
- Ruské ikony ze sbírek ČSAV a NG, kat. výst., (Litoměřice, Liberec, Bratislava 1971–74).
- Výkladový slovník pojmů a jmen, in: V. Lazarev, Svět Andreje Rubleva, Praha, 1981 (s Václavem Konzálem).
- Časovost obrazu jako míra jeho kultovosti, Umění 29, 1981, s. 516-525.
- Madonne du Most. Imitatio et symbole, Revue del‘Art 67, 1985, s. 59-65 (s H. Seifertovou).
- Madona mostecká – imitatio a symbol, Umění 33, 1985, s. 44-57 (s H. Seifertovou).
- Joseph erat decurio, Umění 34, 1986, s. 507-514.
- Westliche und östliche Aspekte einer Böhmische Tafelbilder, in: Kongress und Tagungsberichte der Martin-Luther-Universität Halle-Wittenberg, Leipzig 1987, s. ?? (s H. Seifertovou).
- Die italienische Madonentypus Humilitas und sein Widerhall in der russischen Ikonenmalerei, in: Kongress und Tagungsberichte der Martin-Luther-Universität Halle-Wittenberg, Leipzig 1987, s. 83-85.
- Russische Ikonen in der Nationalgalerie Prag, Berlin 1985
- Joseph erat decurio. Příspěvek k ikonografii Ukřižování ve středověkém umění, Umění 35, 1987, s. 507-514.
- Die Buchmalerei der Schönen Stil, in: Prag um 1400. Der Schöne Stil. Böhmische Malerei und Plastik in der Gotik, kat. výst., Wien 1990, s. 113-136.
- Paintings by the Vivarinis in the National Gallery, Bulletin NG 1, 1991, s. 11-21.
- Relationship of Illumination to the Text of Bible in Pre-Hussite Era, Umění 40, 1992, s. 266-271.
- Courtly Body in the Bible of Wenceslas IV., in: Künstlerischer Austausch. Akten des XXVIII. International Kongresses für Kunstgeschichte, Berlin 15.–20. Juli 1992, Berlin 1993, s. ??
- Středověký obraz jako posvátný objekt, in: O posvátnu. Sborník příspěvků z kolokvia pořádaného Křesťanskou akademií v Praze a oddělením religionistiky FFUK v Praze 26.–27. 10. 1992, Praha 1993, s. ??.
- Die mittelalterliche illuminierte Handschriften, in: Tausendjährige benediktiner Kloster in Břevnov, Prag 1993, s. ??.
- Wandgemälde in der ehemaligen Abtskapelle in Třebíč, Umění 41, 1993, s. 194-198.
- Středověký obraz jako objekt. The Medieval picture as an object, Technologia artis 3, 1993, s. 59-61.
- Středověký obraz v galerii. Madona svatotomášská, Buletin MG 50, 1993, s. 19-21.
- Kievan Enkolpia in Prague Collections, Byzantinoslavica 54, 1993, s. 310-313
- Das Relief von der Maria-Schnee-Kirche in der Prager Neustadt, Bulletin NG 3-4, 1993-94, s. 16-27 (s J. Fajtem a J. Roytem).
- Arbor consanquinitatis et arbor affinitatis v rukopise Osek 72. Miscellanea oddělení rukopisů a starých tisků Národní knihovny v Praze,(sborník E.Urbánkové), 10/1, 1994,s. 51-60, s. 291-292
- Antiphonarium sedlecense, popis, podklady pro databázi a komentář, digitalizovaná edice, CD, Praha-Albertina 1995 (se Z. Hledíkovou a D. Ebenem).
- Zobrazení posvátného (Dva aspekty středověkého obrazu), in: Posvátný obraz a zobrazení posvátného, Sborník z kolokvia pořádaného Českou křesťanskou akademií, Praha 1995, s.80-89
- Ze sbírek bývalého Kondakovova Institutu, kat. výst., Praha 1995 (s L. Konvičkou).
- An Unknown Italo-Cretan Triptych from the Former Figdor Collection, now Held in the National Gallery in Prague, in: Stefanos, Studia byzantina ac slavica Vladimiro Vavřínek ad annum sexagesimum quintum dedicata, Byzantinoslavica 56, 1995, s. 713-719.
- Antiphonary of Sedlec. A Thirteenth century illuminated manuscript, in: Cisterciáci ve středověkém českém státě. Les Cisterciens dans le royaume médiéval de Boheme. 1142–1992 Sedlec. Sborník z kolokvia v Kutné Hoře 9.–13. června 1992, Citeaux 1996, t. 47, s. 301-312
- Proměny řecké ikony Bohorodičky typu Glykofilousa v ruské sbírce, Technologia Artis 4, 1996, s. 39-40
- K výročí založení Archeologického institutu N. P. Kondakova, Technologia Artis 4, 1996, s. 7.
- Knižní malba, in: J. Fajt (ed.), Gotika v západních Čechách 1230–1530, kat. výst. NG, Praha 1996, s. 472- 75, 485
- Iluminované rukopisy Oseckého Svatý Vojtěch ve středověkých iluminovaných rukopisech, in: Svatý Vojtěch. Tisíc let svatovojtěšské tradice v Čechách, kat. výst. NG, Praha, 1997, s. 32-36, s. 96-97.
- Kresby na stěnách v kapli sv. Kříže ve velké věži, Zobrazení rodiny Karla IV na schodišti karlštejnské velké věže, in: Magister Theodoricus, dvorní malíř císaře Karla IV., Praha 1997, s. 270-279, 547-563
- The Bible of Wenceslas IV in the Context of Court Culture, in: D. Gordon–L. Monnas–C. Elam (ed.), The Family of Charles IV in the Stairway of the Karlštejn Great Tover, in: J. Fajt (ed.), Court Charles of the High and late Middle Ages and their artistic decoration, Praha 2003, s. 16-20, s. 325-327 (s J. Fajtem).
- Josef Krása, in: Ústav dějin umění AV ČR 1953–2003, Praha 2003, s.123-124
- Die Illumination der liturgischen Handschriften des Arnestus von Pardubice, Miscellanea musicologica 37, 2003, s.47-62.
- Druhý den stvoření. Personifikace v českém středověkém umění, in: M. Bartlová (ed.), Dějiny umění v české společnosti: otázky, problémy, výzvy, Praha 2004, s. 91-95 .
- Arnošt z Pardubic mezi dvorem a církví. Iluminované rukopisy objednané Arnoštem z Pardubic, in: L. Bobková (ed.): Arnošt z Pardubic (1297-1364). Osobnost - okruh - dědictví. Sborník z konference konané v Pardubicích 2004, Wroclav, Praha, Pardubice 2005, s. 207-212
- Antiphonary from Stift Vorau, in: B. Dekeyzer, J. Van der Stock (eds.), Manuscripts in Transition. Recycling manuscripts. Texts and Images. Proceedings of the International Congress in Brussels, 5-11. Nov. 2002, Paris, Leuven, Dudley 2005, p. 203-210
- Idea dobrého panovníka ve výzdobě Karlštejna, in: Z Všetečková (ed.), Schodištní cykly velké věže hradu Karlštejna, stav po restaurování, příloha Průzkumy památek 13, 2006, s. 9-18
- Iluminace rukopisu Vita et Officium sancti Eligii, in: H. Pátková (ed.), Z Noyonu do Prahy. Kult svatého Eligia ve středověkých Čechách, Praha 2006, s. 86-114
- Počátky české deskové malby. Její podoby a funkce, in: Kateřina Kubínová – Klára Benešovská (edd.), Imago, imagines. Výtvarné dílo a proměny jeho funkcí v českých zemích od 10. Do první třetiny 16. století, Praha 2019, s. 364–387.
- Vyšebrodský mistr ve středověké Evropě, Art + Antiques, 2020/03/09, s. 44-51
- Madona plzeňská. Kultické aspekty v umění krásného slohu, in: Petr Jindra – Michaela Ottová, Nad slunce krásnější. Plzeňská madona a krásný sloh, Plzeň – Praha 2020, s. 118–123.

### Hesla v souborných publikacích
- Jiří Kotalík (ed.), Národní galerie v Praze, I. Sbírka starého evropského umění, sbírka starého českého umění, Národní galerie v Praze, Praha 1984, německy Odeon 1988
- Anděla Horová (ed.), Nová encyklopedie českého výtvarného umění (A-M, N-Ž), Academia Praha 1995
- Jiří Fajt (ed.), Magister Theodoricus, dvorní malíř císaře Karla IV., Národní galerie v Praze 2007, ISBN 80-7035-142-X
- Boehm, Barbara Drake, and Jiri Fajt (eds.), Prague, the Crown of Bohemia 1374-1437, New York 2005
- Vít Vlnas, Lenka Stolárová (eds.), Slezsko: Perla v České koruně, Národní galerie v Praze 2006, ISBN 80-7035-333-3
- Alena Volrábová (ed.), 101 / I: Mistrovská díla Sbírky grafiky a kresby Národní galerie v Praze, Národní galerie v Praze 2008, ISBN 978-80-7035-385-1
- Rostislav Švácha, Taťána Petrasová (eds.), Dějiny umění v českých zemích 800–2000, Arbor vitae, Artefactum 2017, ISBN 978-80- 904534-8-7